# NGC 5376
NGC 5376 (другие обозначения — UGC 8852, MCG 10-20-47, ZWG 295.25, IRAS13536+5945, PGC 49489) — галактика в созвездии Большая Медведица.
Этот объект входит в число перечисленных в оригинальной редакции «Нового общего каталога».